# David Hopton
David Hopton (falecido em 1492) foi um cónego de Windsor de 1472 a 1492.

## Carreira
Ele foi nomeado:
- Escriturário do Armário do Rei
- Prebendário de Beaminster Prima em Salisbury 1483
- Prebendário de Bitton em Salisbury 1490
- Reitor de Bletchley 1473

Ele foi nomeado para a oitava bancada na Capela de São Jorge, Castelo de Windsor, em 1472, e ocupou a posição canónica até 1492.